# برج هتل
برج هتل (Hotel Torni) هتلی تاریخی واقع در هلسینکی فنلاند و بخشی از هتل‌های زنجیره‌ای سوکوس (Sokos Hotels) است. این ساختمان در زمان افتتاحش در سال ۱۹۳۱ بلندترین ساختمان در فنلاند شد. قسمت داخلی این هتل در سال ۲۰۰۵ به‌طور کامل نوسازی شد.